# 兰特雷
兰特雷（法語：Leintrey，法語發音：[lɛ̃tʁɛ]）是法国默尔特-摩泽尔省的一个市镇，属于吕内维尔区。

## 地理
兰特雷（48°37'25"N, 6°44'16"E）面积15.44 平方千米，位于法国大東部大區默尔特-摩泽尔省，该省份为法国东北部内陆省份，是洛林的一部分，北邻比利时、卢森堡，北起顺时针与摩泽尔省、下莱茵省、孚日省和默兹省接壤。
与兰特雷接壤的市镇（或旧市镇、城区）包括：阿夫里库尔、阿姆农库尔、欧特勒皮埃尔、昂贝尔梅尼勒、贡德雷克松、雷永、勒蒙库尔、韦奥、克苏斯。

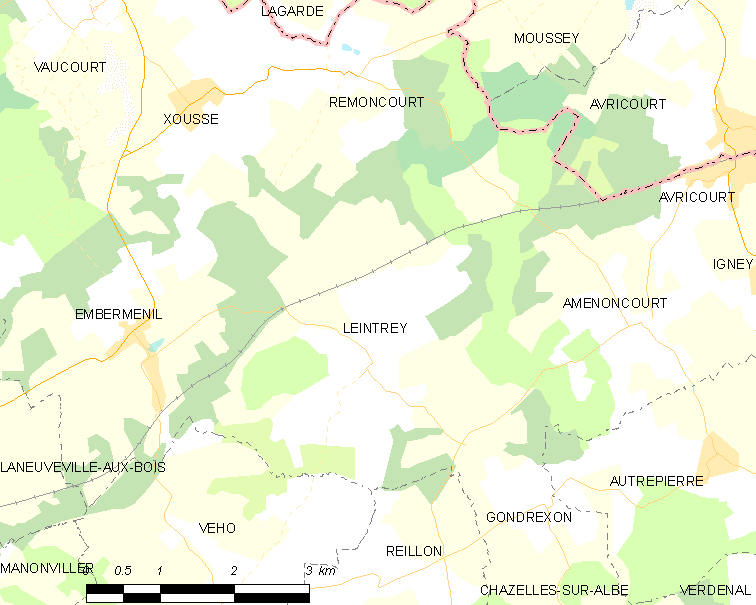
兰特雷的OSM定位图

兰特雷的时区为UTC+01:00、UTC+02:00（夏令时）。

## 行政
兰特雷的邮政编码为54450，INSEE市镇编码为54308。

## 政治
兰特雷所属的省级选区为巴卡拉县。

## 人口

1962-2008年间兰特雷人口变化图示

兰特雷于2022年1月1日时的人口数量为149人。